# Zwartbekklauwiertiran
De zwartbekklauwiertiran (Agriornis montanus) is een zangvogel uit de familie Tyrannidae (tirannen).

## Verspreiding en leefgebied
Deze soort komt voor van Colombia tot Chili en Argentinië en telt zes ondersoorten:
- A. m. solitarius: Colombia en Ecuador.
- A. m. insolens: Peru.
- A. m. intermedius: westelijk Bolivia en noordelijk Chili.
- A. m. montanus: oostelijk Bolivia en noordwestelijk Argentinië.
- A. m. maritimus: noordelijk-centraal Chili.
- A. m. leucurus: centraal Chili en centraal Argentinië.

## Status
De grootte van de populatie is niet gekwantificeerd maar de soort wordt omschreven als schaars. Op de Rode lijst van de IUCN heeft deze soort de status niet bedreigd.